# Перекрытие-оболочка
Перекрытие-оболочка — строительная конструкция перекрытий зданий и сооружений. В архитектурной практике используются выпуклые, висячие, сетчатые и мембранные оболочки из железобетона, металлов, древесины, полимерных, тканых и композиционных материалов. Для расчёта таких конструкций используется специально разработанная теория оболочек.

## История
Сетчатые перекрытия-оболочки впервые внедрил в мировую практику российский инженер и архитектор В. Г. Шухов в 1896 году. Тогда же он запатентовал эти конструкции и разработал основы теории оболочек.
До середины XX века перекрытия-оболочки использовались редко ввиду сложности расчёта, повышенных требований к качеству материалов и соблюдению технологий монтажа. Яркий пример — парусообразные двухслойные перекрытия-оболочки оперного театра в Сиднее, которые из-за недостаточной технической компетенции архитектора Йорна Утзона возводили более 10 лет.
Перекрытия-оболочки использовали в своем творчестве знаменитые архитекторы Антонио Гауди, Пьер Нерви, Эро Сааринен, Оскар Нимейер, Кэндзо Тангэ, Бакминстер Фуллер, Норман Фостер, Фрэнк Гери, Николас Гримшоу, Сантьяго Калатрава. Полное признание и широкое распространение в прогрессивной архитектуре перекрытия-оболочки получили в течение последних двух десятилетий благодаря внедрению компьютеров в практику расчёта конструкций и появлению новых строительных материалов и технологий.
В российском климате безаварийно эксплуатируются стальные сетчатые и стальные висячие мембранные оболочки перекрытий зданий и сооружений.
Доверие к железобетонным оболочкам в России было сильно подорвано в 2000-е годы из-за ряда аварий (Трансвааль-парк и Басманный рынок), произошедших из-за недостатков проектирования и эксплуатации зданий.

## Галерея

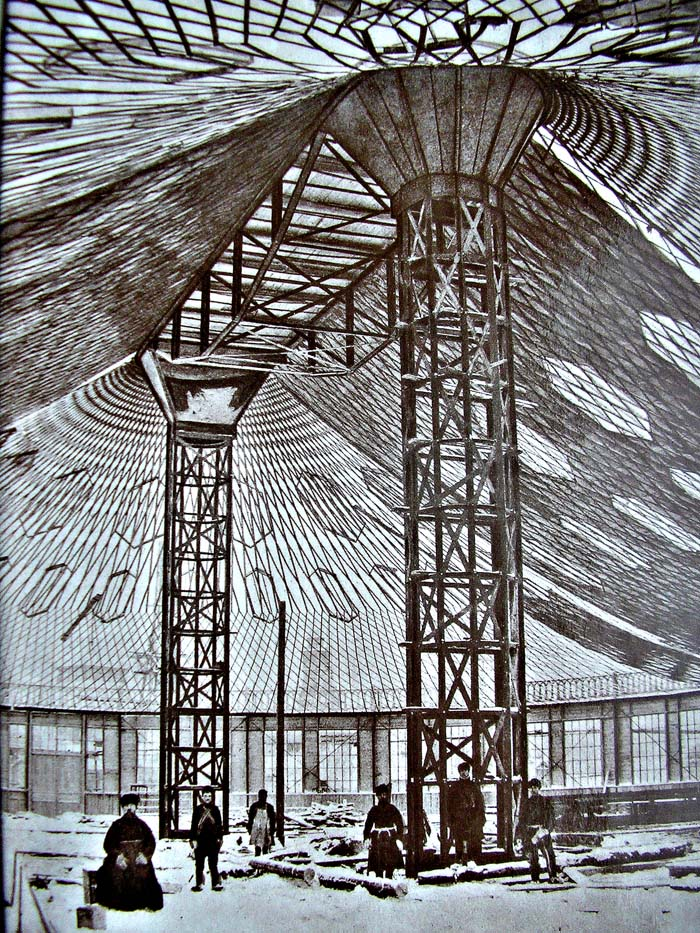
Строительство овального павильона с сетчатым стальным висячим перекрытием В. Г. Шухова для Всероссийской выставки 1896 года
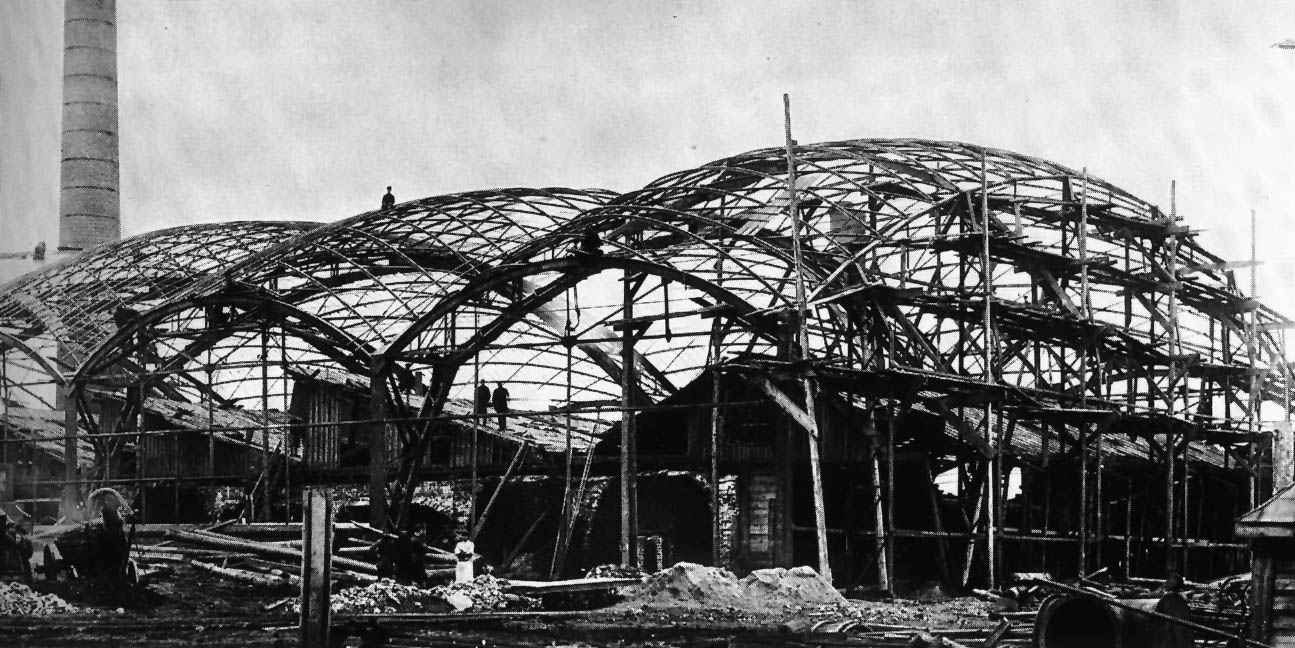
Строительство первых в мире стальных сетчатых оболочек-перекрытий двоякой кривизны конструкции В. Г. Шухова на Выксунском металлургическом заводе, Выкса, 1897
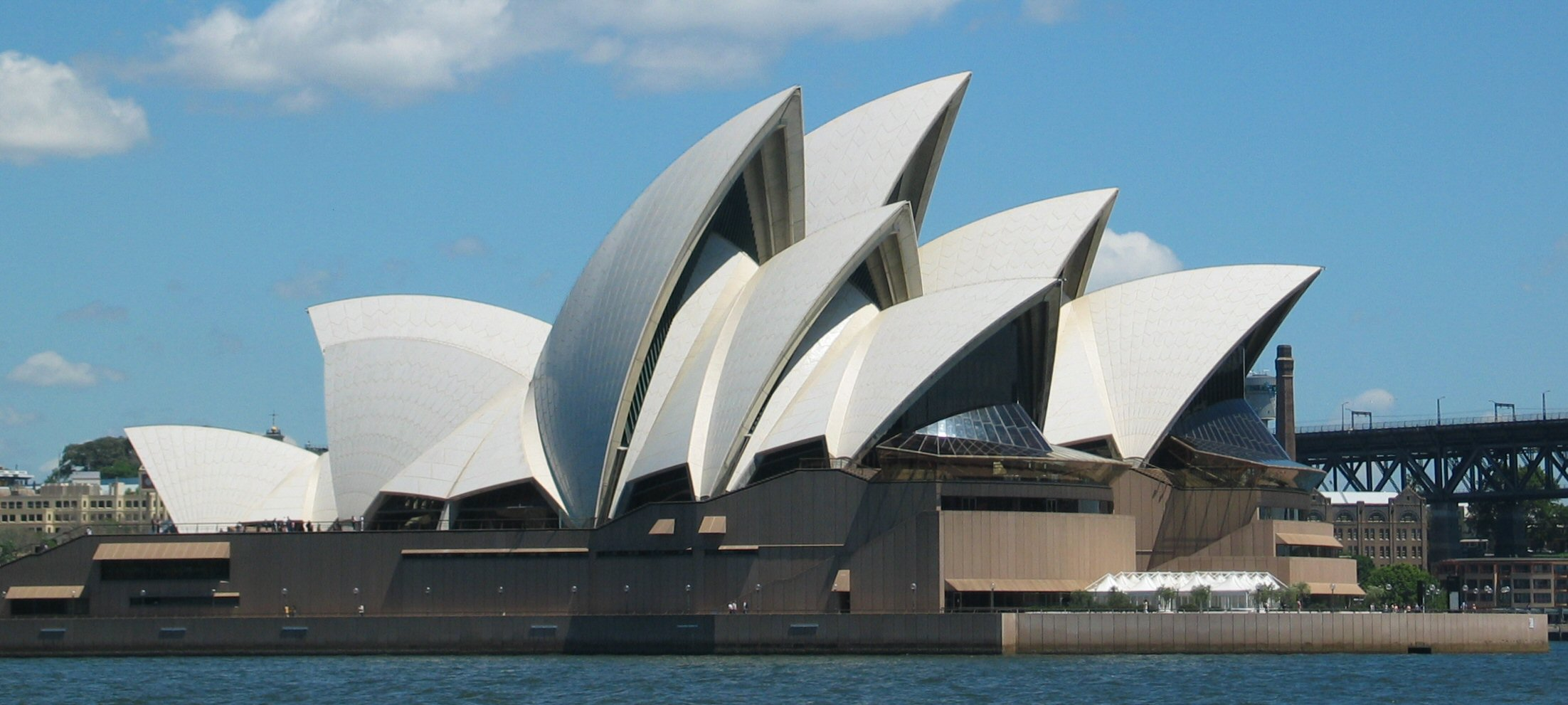
Парусообразные перекрытия-оболочки Сиднейского оперного театра
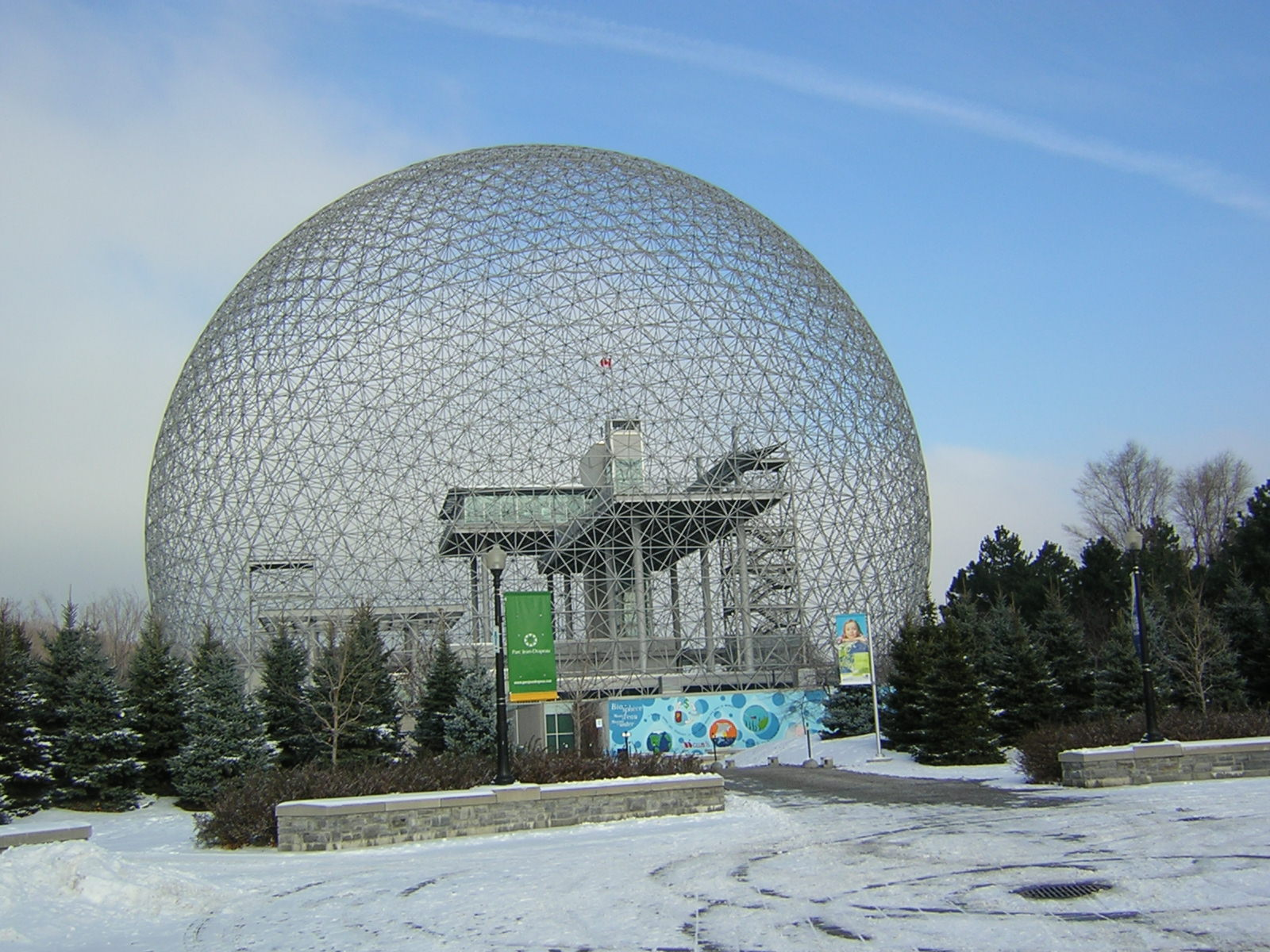
Оболочка «биосферы» Бакминстера Фуллера (Монреаль, Канада, 1967)
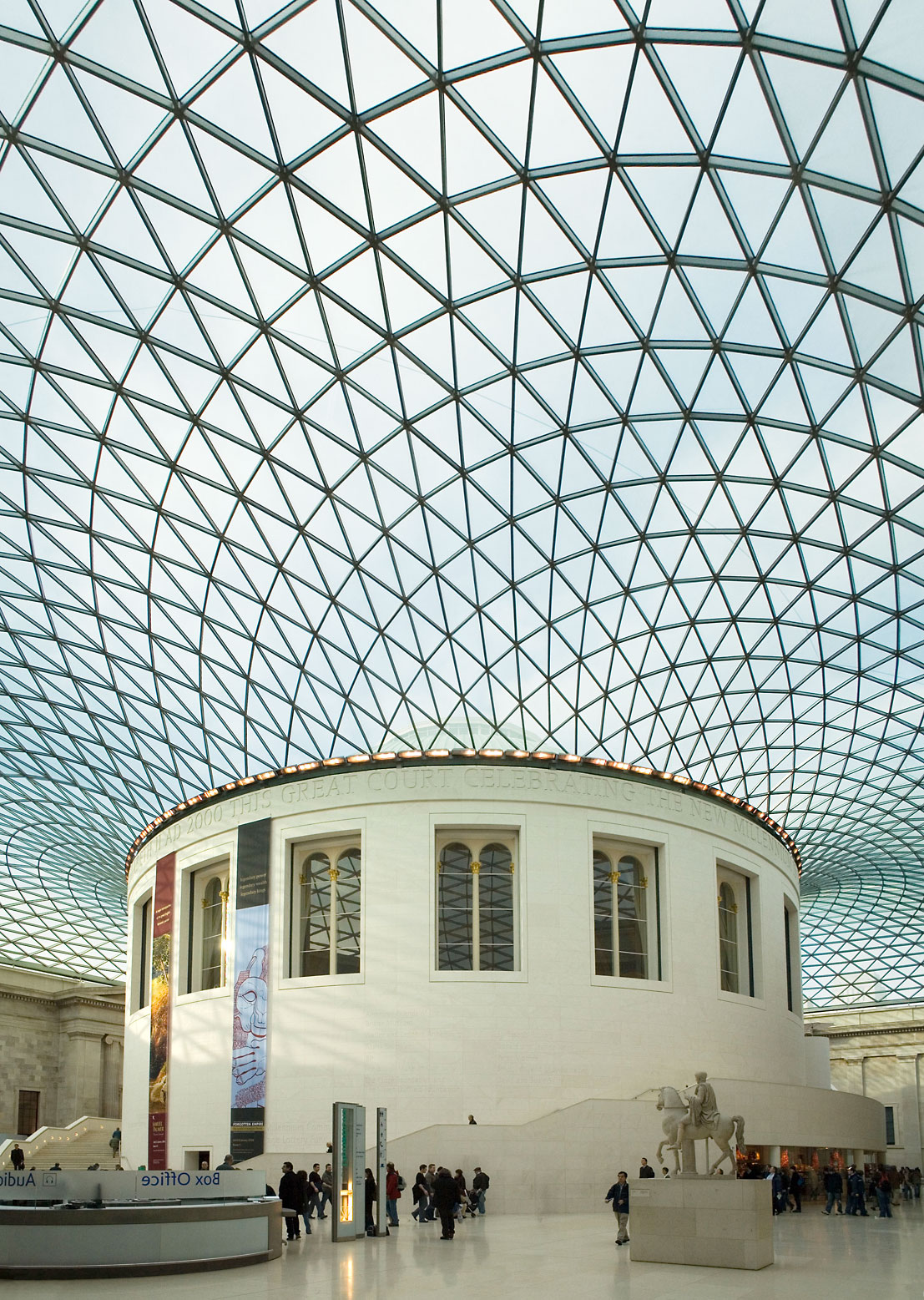
Сетчатая оболочка Британского музея, архитектор Норман Фостер (2000)
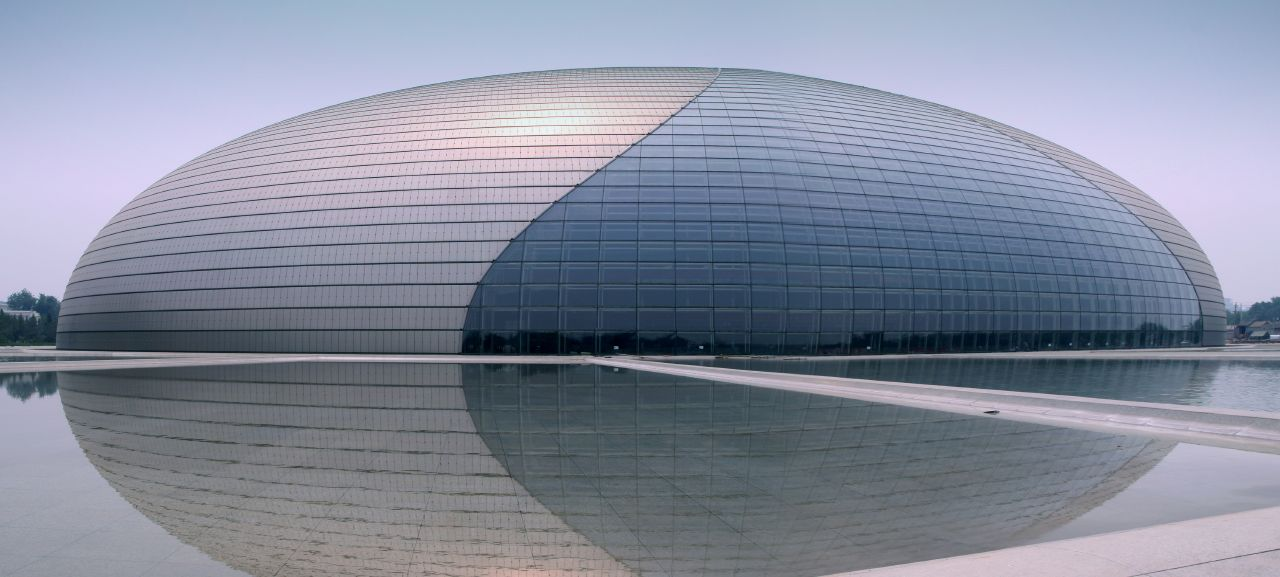
Пекинский оперный театр (2007)
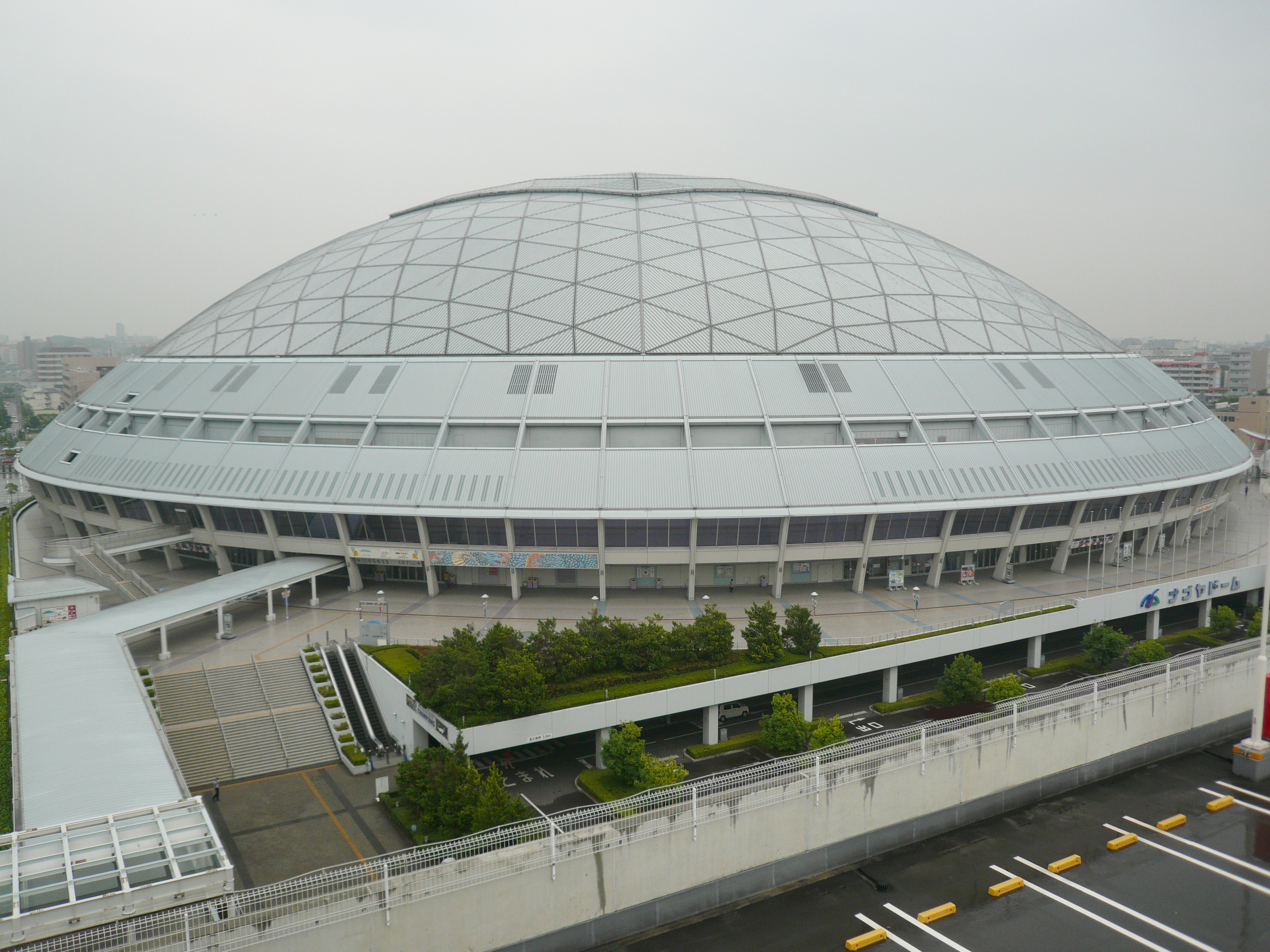
Спортивный комплекс Nagoya Dome (Япония, 1997)
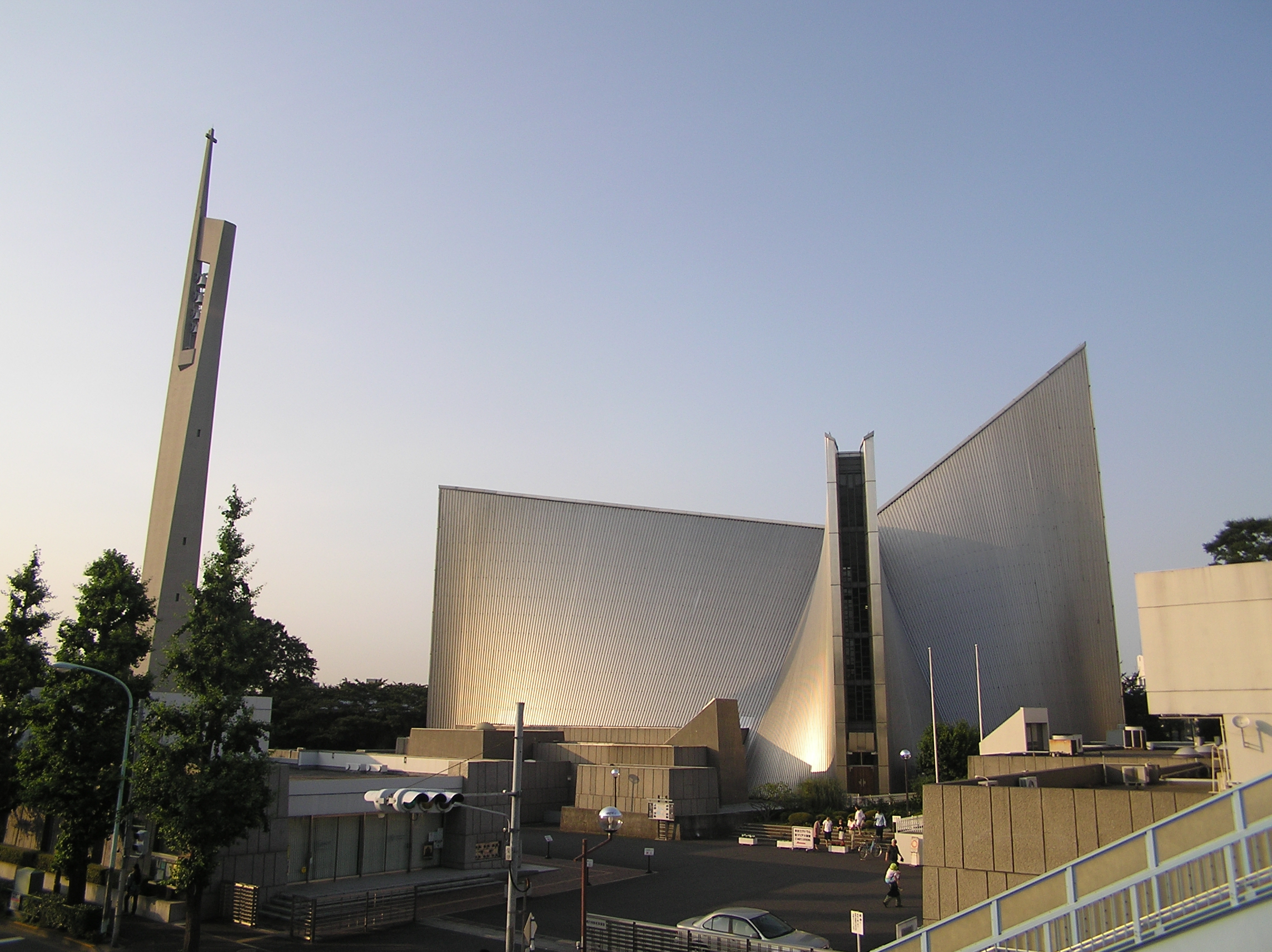
Собор Пресвятой Девы Марии (Япония, 1964)
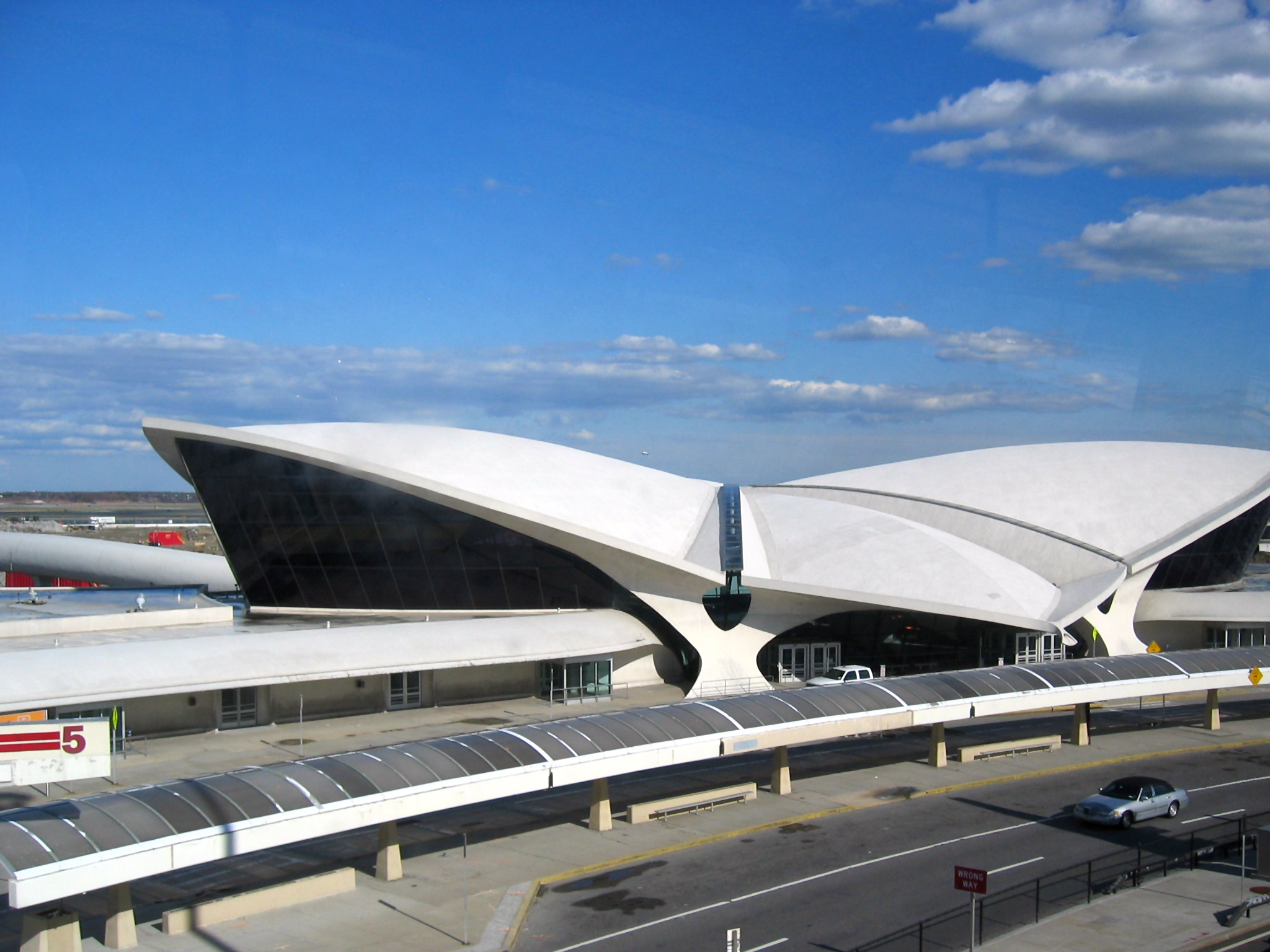
Международный аэропорт имени Джона Кеннеди
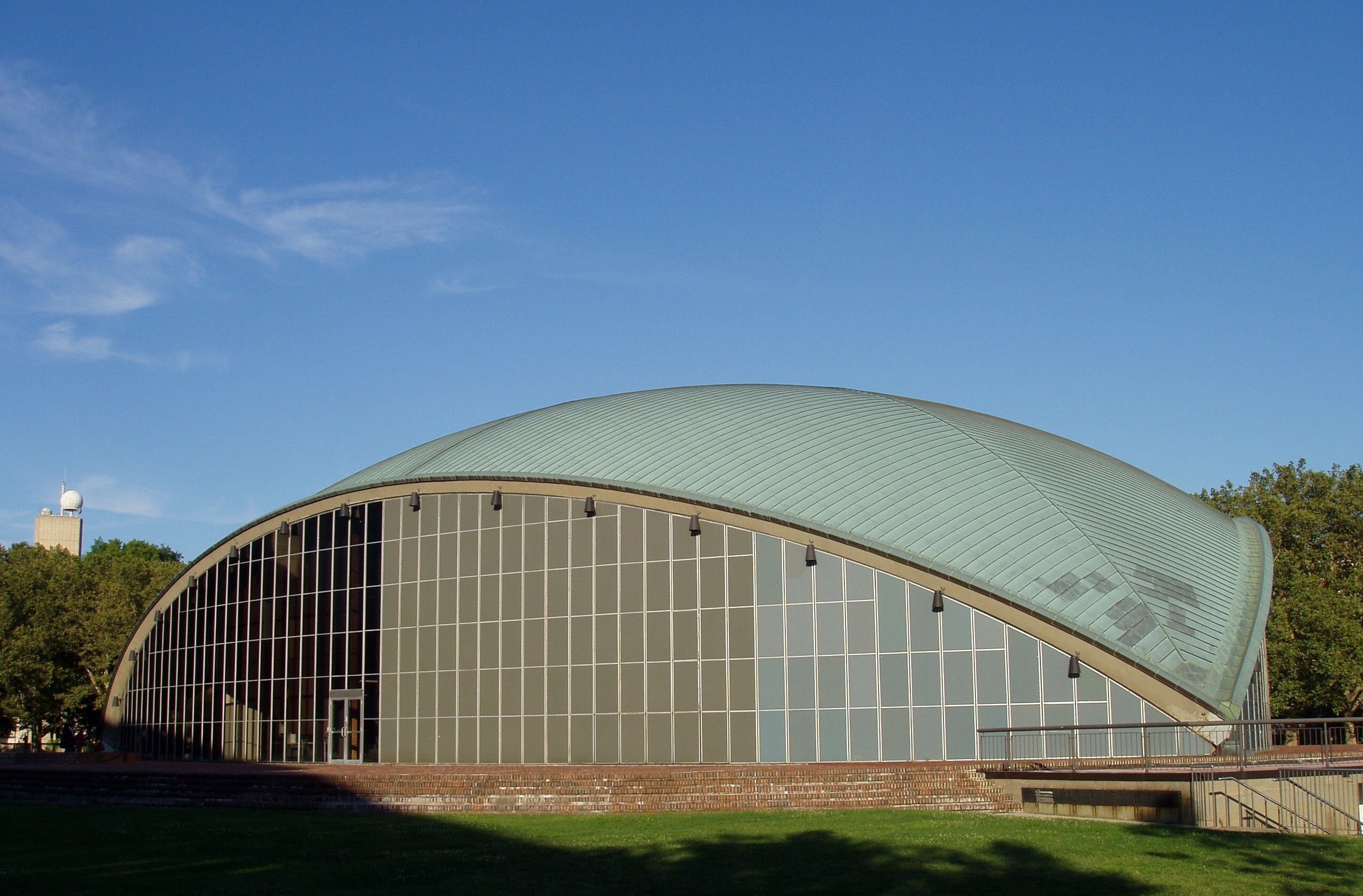
Зал им. Кресге в Массачусетском технологическом институте